# ساندي باوتشر
ساندي باوتشر (بالإنجليزية: Sandy Boucher)‏ هي كاتِبة أمريكية، ولدت في 15 يوليو 1936.